# Викинтас Вайткевичус
Викинтас Вайткевичус (на литовски: Vykintas Vaitkevičius) литовски историк, археолог и педагог.

## Биография
Викинтас Вайткевичус е роден на 4 октомври 1974 г. в град Каунас, Литовска ССР (днес Литва), СССР. През 1992 г. завършва средно училище № 4 в Каунас. Изучава история със специализация по археология в Историческия факултет на Вилнюския университет, през 1998 г. придобива бакалавърска степен, а през 2000 г. магистърска степен.